# Onze-Lieve-Vrouw van Vreugdekapel

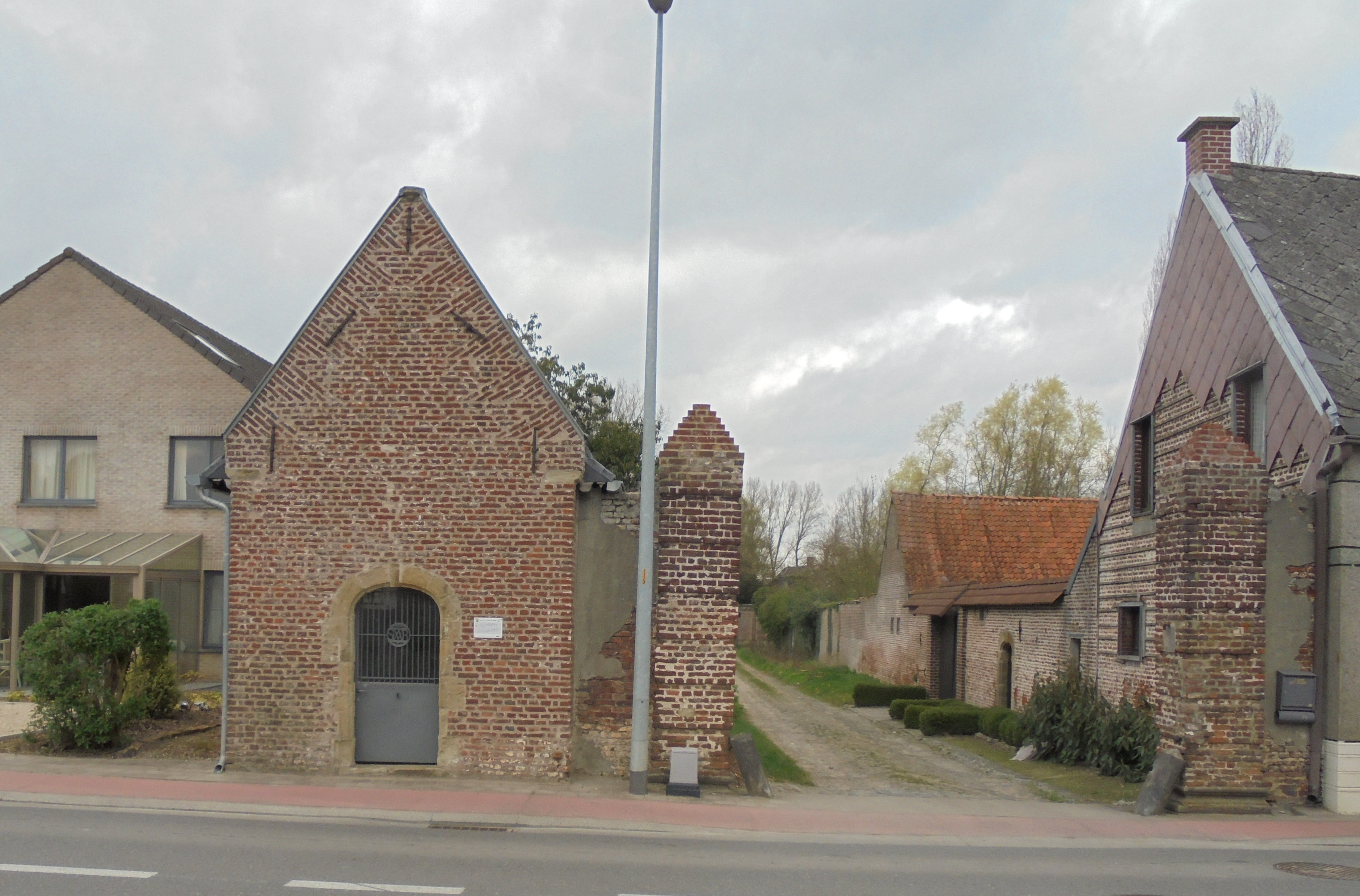
Onze-Lieve-Vrouw van Vreugdekapel

De Onze-Lieve-Vrouw van Vreugdekapel (ook: Onze-Lieve-Vrouw van Blijdschapkapel) is een kapel in de tot de Oost-Vlaamse gemeente Geraardsbergen behorende plaats Grimminge, gelegen aan de Klakvijverstraat.
Het kapelletje werd in de eerste helft van de 18e eeuw gebouwd. Het is opgetrokken in baksteen met gebruik van zandsteen voor deuromlijstingen en dergelijke. De kapel wordt door een korfboogpoortje betreden. Het driezijdig afgesloten koor is op het noorden gericht. De voorgevel wordt gekenmerkt door boerenvlechtingen.